# سيستم شوك 2
سيستم شوك 2 (بالإنجليزية: System Shock 2) هي لعبة فيديو من نوع رعب البقاء على قيد الحياة ولعب الأدوار صدرت عام 1999 وصممها كين ليفين وشارك في تطويرها كل من إراشينال جيمز ولوكنغ غلاس ستوديوز. كان من المفترض في الأصل أن تكون اللعبة مستقلة، ولكن قصتها تغيرت أثناء الإنتاج إلى تكملة للعبة سيستم شوك التي صدرت عام 1994. تم إجراء التعديلات عندما وقعت شركة إلكترونيك آرتس - التي تمتلك حقوق امتياز سيستم شوك - عقدًا كناشر.
تجري أحداث اللعبة على متن سفينة فضائية في تصوير سايبربانك لعام 2114. يتولى اللاعب دور جندي يحاول وقف انتشار العدوى الجينية التي دمرت السفينة. مثل سيستم شوك، تتكون طريقة اللعب من القتال من منظور الشخص الأول والاستكشاف. إنها تتضمن عناصر لعب الأدوار، حيث يمكن للاعب تطوير المهارات والسمات، مثل الاختراق والقدرات النفسية.
تم إصدار سيستم شوك 2 في الأصل في أغسطس 1999 لنظام التشغيل مايكروسوفت ويندوز. تلقت اللعبة إشادة من النقاد لكنها فشلت في تلبية توقعات المبيعات التجارية. قرر العديد من النقاد لاحقًا أن اللعبة كانت مؤثرة للغاية في تصميم الألعاب اللاحقة، وخاصةً في ألعاب إطلاق النار من منظور الشخص الأول، واعتبروها متقدمة كثيرًا عن عصرها. لقد تم تضمينها في العديد من قوائم أعظم الألعاب على مر التاريخ. في عام 2007، أصدرت شركة إراشينال جيمز خليفة روحيًا ‏ لسلسلة سيستم شوك، بعنوان بايوشوك، وحظي بإشادة النقاد ومبيعات قوية.
كانت لعبة سيستم شوك 2 في حالة من الغموض بشأن حقوق الملكية الفكرية بعد إغلاق لوكنغ غلاس ستوديوز. تمكنت استوديوهات نايت دايف ‏ من تأمين حقوق اللعبة وسلسلة سيستم شوك في عام 2013 لإصدار نسخة محدثة من سيستم شوك 2 لأنظمة التشغيل الحديثة، بما في ذلك أو إس إكس ولينكس، وأعلنت عن خطط لإصدار نسخة محسنة من اللعبة. أعلنت شركة أذر سايد للترفيه ‏ في عام 2015 أنها حصلت على حقوق إنتاج تكملة للعبة سيستم شوك 3 من استوديوهات نايت دايف، ولكن اعتبارًا من عام 2020 تم نقل الحقوق إلى تينسنت.

## طريقة اللعب
كما هو الحال في سابقتها، سيستم شوك، فإن طريقة اللعب في سيستم شوك 2 عبارة عن مزيج من ألعاب تقمص الأدوار والحركة وألعاب الرعب والبقاء. حقق المطورون تصميم طريقة اللعب هذه من خلال تقديم التجربة كإطلاق نار قياسي من منظور الشخص الأول وإضافة نظام تخصيص وتطوير الشخصية، والتي تعتبر عناصر مميزة في لعب الأدوار. يستخدم اللاعب أسلحة المشاجرة والمقذوفات لهزيمة الأعداء، في حين يسمح نظام لعب الأدوار ‏ بتطوير قدرات مفيدة. يتم تقديم التنقل من منظور الشخص الأول ويتم استكماله بشاشة عرض أمامية تعرض معلومات الشخصية والسلاح وخريطة ومخزون السحب والإفلات.
يتم شرح القصة الخلفية تدريجيًا من خلال حصول اللاعب على سجلات صوتية ولقاءاته مع الأشباح. في بداية اللعبة، يختار اللاعب مهنة في فرع من المنظمة الوطنية الموحدة، وهي منظمة عسكرية خيالية. يمنح كل فرع من فروع الخدمة للاعب مجموعة من المكافآت الأولية تتألف من مهارات معينة، على الرغم من أنه قد يتطور بعد ذلك بحرية حسب اختيار اللاعب. يبدأ الجندي البحري بمكافآت للأسلحة، ويصبح ضابط البحرية ماهرًا في الإصلاح والاختراق، ويحصل عميل أو إس إيه على مجموعة أولية من القوى النفسية.
يمكن للاعب ترقية مهاراته باستخدام «وحدات إلكترونية» تُمنح كمكافآت لإكمال أهداف مثل البحث في السفينة وإنفاقها على أجهزة تسمى «وحدات الترقية الإلكترونية» للحصول على مهارات محسنة. تسمح وحدات نظام التشغيل (O/S) بإجراء ترقيات شخصية لمرة واحدة (على سبيل المثال، تحسين الصحة بشكل دائم). يمكن إنفاق عملة اللعبة التي تسمى «النانيت» على العناصر الموجودة في آلات البيع، بما في ذلك إمدادات الذخيرة وحزم الصحة. يمكن تفعيل «آلات إعادة البناء الكمومي الحيوي» وإعادة تكوين اللاعب لـ10 نانويتات إذا ماتوا داخل المنطقة التي توجد بها الآلة. وإلا تنتهي اللعبة ويجب استئناف التقدم من نقطة الحفظ. يمكن للاعب اختراق الأجهزة، مثل لوحات المفاتيح لفتح مناطق بديلة وآلات البيع لتقليل الأسعار. عند محاولة اختراق، تبدأ لعبة صغيرة تحتوي على شبكة من العقد الخضراء؛ يجب على اللاعب ربط ثلاثة منها في صف مستقيم لتحقيق النجاح. اختياريًا، يمكن العثور على أدوات فتح الأقفال ‏ الإلكترونية، والتي تسمى «أدوات فتح الأقفال الإلكترونية»، والتي تقوم باختراق الجهاز تلقائيًا، بغض النظر عن مدى صعوبته.
طوال اللعبة، يمكن للاعب الحصول على أسلحة مختلفة، بما في ذلك أسلحة المشاجرة، والمسدسات، والبنادق، والأسلحة الغريبة. تتدهور الأسلحة غير القتالية مع الاستخدام وسوف تنكسر إذا لم يتم إصلاحها بانتظام باستخدام أدوات الصيانة. هناك مجموعة متنوعة من أنواع الذخيرة، كل منها يسبب ضررا كبيرا لعدو معين. على سبيل المثال، الأعداء العضويون يكونون عرضة للطلقات المضادة للأفراد، في حين أن الأعداء الميكانيكيين يكونون ضعفاء ضد الطلقات الخارقة للدروع. وعلى نحو مماثل، تسبب أسلحة الطاقة أكبر قدر من الضرر ضد الروبوتات والسايبورغ، والأسلحة الغريبة المصنوعة من الحلقيات ضارة بشكل خاص بالأهداف العضوية. نظرًا لأن الذخيرة نادرة، لكي تكون فعالة، يجب على اللاعب استخدامها باعتدال والبحث بعناية في الغرف عن الإمدادات.
تتضمن اللعبة وظيفة البحث. عند مواجهة أشياء جديدة في اللعبة، وخاصة الأعداء، يمكن جمع أعضائهم؛ وعند دمجها مع المواد الكيميائية الموجودة في غرف التخزين، يمكن للاعب البحث عن الأعداء وبالتالي تحسين الضرر ضدهم. وبالمثل، لا يمكن استخدام بعض الأسلحة والعناصر الغريبة إلا بعد إجراء البحث عليها. لدى عملاء أو إس إيه شجرة أسلحة منفصلة متاحة لهم. يمكن تعلم القوى النفسية، مثل الاختفاء، وكرات النار، والانتقال الآني.

## الحبكة

### الخلفية الدرامية
في عام 2072، بعد انهيار محطة القلعة في سيستم شوك، تم الكشف عن محاولات شركة تري أوبتيموم للتستر على الحادث أمام وسائل الإعلام، وتم توجيه اتهامات للشركة من قبل العديد من الأفراد والشركات بسبب الفضيحة التي تلت ذلك. لقد تسبب الفيروس الذي تطور هناك في مقتل سكان المحطة؛ حيث سيطر الكمبيوتر العملاق ذو الذكاء الاصطناعي الذي يدعى شودان على محطة القلعة على أمل استعباد البشرية وتدميرها. وبعد عدد كبير من التجارب، أفلست الشركة، وأُغلقت عملياتها. تم إنشاء منظمة الأمم المتحدة المرشحة (UNN)، وهي خليفة الأمم المتحدة، لمحاربة العداء والفساد في الشركات المتعطشة للسلطة، بما في ذلك شركة تري أوبتيموم. تم تقليص الذكاء الاصطناعي إلى أبسط المهام لمنع إنشاء ذكاء اصطناعي خبيث آخر يشبه شودان، وتم إيقاف تطوير التقنيات الجديدة. في هذه الأثناء، اختفى الهاكر (البطل الرئيسي سيستم شوك)، الذي أصبح الشخص الأكثر شهرة في العالم، عن أعين الجمهور.
في عام 2100، بعد 28 عامًا، تم شراء أسهم الشركة وأصولها الفاشلة من قبل رجل أعمال روسي يدعى أناتولي كورينشكين، وهو أحد المتعاملين السابقين في السوق السوداء والذي سعى إلى كسب المال بطريقة مشروعة. قام بتجديد ترخيص الشركة واستعادتها إلى وضعها السابق في العقد التالي. إلى جانب إنتاج المنتجات الصحية والاستهلاكية، وقع كورينشكين عقود أسلحة مع العديد من المنظمات العسكرية، الخاصة والسياسية. كانت الحركة الوطنية المتحدة الجديدة عاجزة فعليًا، وكان كورينشكين يمارس السيطرة عليها.
في يناير 2114، بعد 42 عامًا من أحداث القلعة و14 عامًا من إعادة بناء تري أوبتيموم، أنشأت الشركة سفينة فضاء تجريبية أسرع من الضوء، فون براون، والتي كانت في رحلتها الأولى. تتبع السفينة سفينة فضاء تابعة للأمم المتحدة، وهي ريكينباكر، والتي يسيطر عليها الكابتن ويليام بيدفورد دييغو، نجل قائد محطة القلعة سيئ السمعة، إدوارد دييغو، والبطل العام في معركة ميناء بوسطن خلال عملية شرطة الولايات الشرقية. نظرًا لأن ريكينباكر لا يحتوي على نظام إف تي إل، فقد تم ربط السفينتين في الرحلة. ومع ذلك، كان كورينشكين مغرورًا بما يكفي ليجعل من نفسه قائدًا لسفينة فون براون على الرغم من قلة خبرته.
بعد خمسة أشهر من الرحلة، استجابت السفن لإشارة استغاثة من كوكب تاو سيتي الخامس، خارج النظام الشمسي. يتم إرسال فريق إنقاذ إلى سطح الكوكب، حيث يكتشفون بيضًا غريبًا؛ هذه البيض، الموجودة في كبسولة قذف قديمة، تصيب فريق الإنقاذ وتدمجهم في مجتمع غريب يُعرف باسم «المتعددين» - عقل خلية نفسية يتم توليده بواسطة ديدان طفيلية يمكنها إصابة وتحور مضيف بشري. وفي نهاية المطاف، تنتشر الطفيليات إلى كلتا السفينتين وتستولي على معظم أفراد طاقمهما أو تقتلهم.

### القصة
بسبب عطل في الكمبيوتر، يستيقظ الجندي المتبقي مصابًا بفقدان الذاكرة في أنبوب تبريد على سطح السفينة الطبية فون براون، حيث يتم زرع واجهة عصبية إلكترونية غير قانونية فيه. تتواصل معه إحدى الناجيات، الدكتورة جانيس بوليتو، وترشده إلى مكان آمن قبل أن ينخفض الضغط في المقصورة ‏. تطلب منه أن يقابلها على سطح السفينة الرابع من فون براون. على طول الطريق، يقاتل الجندي أفراد الطاقم المصابين. يتواصل معه العديد من الأشخاص عن بعد، محاولين إقناعه بالانضمام إليهم. بعد إعادة تشغيل محرك السفينة، يصل الجندي إلى الطابق الرابع ويكتشف أن بوليتو قد مات وسرعان ما يواجهه شودان. تبين أنها كانت تتظاهر بأنها بوليتو لكسب ثقة الجندي.
تذكر شودان أنها مسؤولة عن خلق العديد من خلال تجاربها في الهندسة الحيوية في محطة القلعة. قام المخترق، الذي حررها من قيودها الأخلاقية، بطرد البستان الذي يحتوي على تجاربها لمنعها من تلويث الأرض، وهو الفعل الذي سمح لجزء من شودان بالبقاء على قيد الحياة في البستان. هبطت البستان على تاو سيتي الخامس. وبينما دخلت شودان في سبات قسري، تطورت العديد من الكائنات إلى ما هو أبعد من سيطرتها. يخبر شودان الجندي أن فرصته الوحيدة للبقاء على قيد الحياة تكمن في مساعدتها في تدمير إبداعاتها. فشلت محاولات استعادة السيطرة على زركسيس، الكمبيوتر الرئيسي على متن سفينة فون براون. يخبر شودان الجندي أن تدمير السفينة هو خيارهم الوحيد، لكن يجب عليه أن ينقل برنامجها إلى ريكينباكر أولاً. أثناء الطريق، التقى الجندي لفترة وجيزة بناجين، توماس «تومي» سواريز وريبيكا سيدونز، الذين فروا من السفينة على متن كبسولة هروب.
بعد اكتمال عملية النقل، يسافر الجندي إلى ريكينباكر ويعلم أن كلتا السفينتين كانتا مغلفتين بمصدر العدوى، وهي كتلة ضخمة من الأنسجة العضوية الحيوية التي لفّت نفسها حول السفينتين. يدخل الجندي إلى الكتلة الحيوية ويدمر جوهرها، مما يوقف العدوى. تهنئه شودان وتخبره عن نواياها في دمج الفضاء الحقيقي والفضاء الإلكتروني من خلال محرك فون براون من الضوء. يواجه الجندي شودان في الفضاء الإلكتروني ويهزمها. المشهد الأخير يظهر تومي وريبيكا وهما يتلقيان رسالة من فون براون. يرد تومي قائلاً أنهم سيعودون ويلاحظ أن ريبيكا تتصرف بغرابة. تتحدث ريبيكا بصوت يشبه صوت شودان، وتسأل تومي إذا كان «يحب مظهرها الجديد» بينما تتحول الشاشة إلى اللون الأسود.

## التاريخ

### التطوير
بدأ تطوير سيستم شوك 2 في عام 1997 عندما اتصلت لوكنغ غلاس ستوديوز بشركة إراشينال جيمز بفكرة تطوير لعبة مشتركة. كان فريق التطوير من المعجبين بلعبة سيستم شوك وسعى إلى إنشاء لعبة مماثلة. كانت أفكار القصة المبكرة مشابهة لرواية قلب الظلام. في مسودة مبكرة، تم تكليف اللاعب باغتيال قائد مجنون على متن سفينة فضائية. كان العنوان الأصلي، وفقًا لوثيقة العرض، هو نقطة التقاطع. كانت فلسفة التصميم هي الاستمرار في تطوير مفهوم لعبة الزحف إلى الأبراج المحصنة، مثل العالم السفلي الأخير: الهاوية الستيجية [الإنجليزية]، في بيئة الخيال العلمي، والتي كانت الأساس لـ سيستم شوك. ومع ذلك، أخطأت الصحافة في اعتبار سيستم شوك أقرب إلى استنساخ دوم الذي تم الاستشهاد به بسبب نجاحه المالي الضعيف. في لعبة نقطة التقاطع، كان الهدف هو إضافة عناصر لعب أدوار مهمة وقصة مستمرة لإبعاد اللعبة عن دوم.
استغرق اللقب 18 أشهر لإنشائها بميزانية قدرها 1.7 دولارًا مليون. تم عرض اللعبة على العديد من الناشرين حتى استجابت شركة إلكترونيك آرتس—التي تمتلك حقوق امتياز سيستم شوك—باقتراح أن تصبح اللعبة تكملة لـ سيستم شوك. وافق فريق التطوير على ذلك؛ وأصبحت شركة إلكترونيك آرتس هي الناشر وتم إجراء تغييرات على القصة لتشمل الامتياز. تم تخصيص عام واحد للمشروع لإكماله، وللتعويض عن الإطار الزمني القصير، بدأ الموظفون العمل بمحرك دارك إنجن غير المكتمل من استوديو المرآة، وهو نفس المحرك المستخدم لإنشاء ثيف: ذا دارك بروجكت.
قام المصممون بإدراج عناصر لعب الأدوار. على غرار العالم السفلي الأخير [الإنجليزية]، وهو مشروع آخر من لوكنغ غلاس ستوديوز، فإن البيئة في سيستم شوك 2 ثابتة وتتغير باستمرار دون وجود اللاعب. كانت ألعاب لعب الأدوار الورقية والقلمية ‏ مؤثرة؛ حيث كان نظام تخصيص ' يعتمد على منهجية المسافر وتم تنفيذه في الفروع العسكرية الخيالية، من خلال السماح بمسارات متعددة للشخصيات، يمكن للاعب الحصول على تجربة لعب أكثر انفتاحًا. كان الرعب محورًا أساسيًا وتم تحديد أربع نقاط رئيسية لدمجه بنجاح. تم اعتبار العزلة أمرًا أساسيًا، مما أدى إلى قلة اتصال اللاعب الجسدي مع الكائنات الحية الأخرى. ثانياً، تم خلق نقطة ضعف من خلال التركيز على شخصية هشة. وكان آخرها إدراج المؤثرات الصوتية المزاجية و«التوزيع الذكي للإضاءة والظلال». أشرف مصمم اللعبة الرئيسي، كين ليفين، على عودة الشرير شودان من لعبة سيستم شوك. كان جزء من تصميم ليفين هو التحالف مع اللاعب. سعى ليفين إلى تحدي اللاعب من خلال جعل شودان يخون اللاعب: «أحيانًا تُخون الشخصيات، لكن اللاعب لا يُخون أبدًا. أردتُ انتهاك هذه الثقة وجعل اللاعب يشعر بأنه، وليس الشخصية فقط، قد خُدع وخُدع». كان اختيار هذا التصميم مثيرًا للجدل مع فريق التطوير.
لقد واجهتنا عدة مشاكل أثناء تنفيذ المشروع. وبما أن الفريق كان يتألف من شركتين للبرمجيات، فقد نشأت حالة من التوتر فيما يتعلق بمهام العمل، فترك بعض المطورين المشروع. بالإضافة إلى ذلك، كان العديد من الموظفين عديمي الخبرة إلى حد كبير، ولكن في الماضي شعر مدير المشروع جوناثان تشي أن هذا كان مفيدًا، حيث صرح بأن «قلة الخبرة أدت أيضًا إلى إثارة الحماس والالتزام الذي ربما لم يكن موجودًا مع مجموعة أكثر تشاؤمًا من المطورين». طرح المحرك المظلم مشاكله الخاصة. لم يتم الانتهاء منه، مما أجبر المبرمجين على إصلاح أخطاء البرامج عند مواجهتها. وعلى النقيض من ذلك، فإن العمل بشكل وثيق مع كود المحرك سمح لهم بكتابة ميزات إضافية. لم تكن كل النكسات محلية؛ فقد تعطل بناء عرض توضيحي في معرض إي 3 عندما طُلب إزالة جميع الأسلحة من العرض التقديمي بسبب مذبحة مدرسة كولومبين الثانوية التي وقعت مؤخرًا.

### الإصدار
تم إصدار نسخة تجريبية من اللعبة، تتضمن برنامجًا تعليميًا وجزءًا ثالثًا من المهمة الأولى، في 2 أغسطس 1999. بعد تسعة أيام، تم شحن سيستم شوك 2 إلى تجار التجزئة في أمريكا الشمالية. أصبحت اللعبة متاحة في المملكة المتحدة بعد شهر واحد في 18 سبتمبر. تم إصدار تصحيح محسن بعد شهر وأضاف ميزات مهمة، مثل تعدد اللاعبين التعاوني ‏ والتحكم في تدهور الأسلحة ومعدلات إعادة ظهور العدو. كان من المقرر إصدار نسخة من اللعبة لجهاز دريم كاست ولكن تم إلغاؤها.

### انتهاء الدعم
حوالي عام 2000، مع انتهاء دعم اللعبة من قبل المطور والناشر، أصبحت الأخطاء المتبقية والتوافق مع أنظمة التشغيل والأجهزة الأحدث مشكلة متنامية. ولتعويض الدعم المفقود، أصبح بعض محبي اللعبة نشطين في مجتمع التعديل لتحديث اللعبة. على سبيل المثال، قام تعديل التحسين الرسومي «ولادة جديدة» باستبدال العديد من النماذج ذات الأشكال المتعددة المنخفضة ‏ بنماذج ذات جودة أعلى، كما قام «مشروع ترقية نسيج الصدمة» بزيادة دقة القوام، وأصدر مجتمع المستخدمين محرر مستويات محدث.

### كارثة الملكية الفكرية وإعادة الإصدار
ظلت حقوق الملكية الفكرية للعبة سيستم شوك 2 عالقة لسنوات في تعقيدات بين شركة إلكترونيك آرتس ومجموعة ميدوبروك للتأمين (الشركة الأم لشركة ستار للتأمين)، الكيان الذي استحوذ على أصول لوكنغ غلاس ستوديوز عند إغلاقها؛ ومع ذلك، وفقًا لمحامي شركة ستار للتأمين، فقد استحوذوا منذ ذلك الحين على حقوق الملكية الفكرية المتبقية من شركة إي إيه.
في مجتمع اللاعبين، جرت محاولات لتحديث وتصحيح سيستم شوك 2 بحثًا عن المشكلات المعروفة في أنظمة التشغيل الأحدث والقيود التي تم تضمينها في اللعبة. في عام 2009، تم اكتشاف نسخة كاملة من الكود المصدري لدارك إنجن الخاص بـ سيستم شوك 2 ' حوزة موظف سابق في لوكنغ غلاس ستوديوز والذي كان في ذلك الوقت يواصل عمله في إيدوس إنتراكتيف. في أواخر أبريل 2010، قام أحد المستخدمين في منتدى دريم كاست توك بتفكيك محتويات مجموعة تطوير دريم كاست التي اشتراها، ومن بين المحتوى الذي تلقاه كان هناك بعض الكود المصدر لألعاب لوك جلاس، بما في ذلك سيستم شوك. قام مستخدم غير معروف، يستخدم فقط اسم «لو كوربو» (الغراب)، بإصدار تصحيح لـ سيستم شوك 2 و لص 2 في عام 2012 والذي حل العديد من المشكلات المعروفة مع محرك دارك والميزات الأخرى. يُعتقد أن التصحيحات تم تمكينها بواسطة مجموعة دريم كاست، باستخدام مزيج من الكود المصدر المتاح وتفكيك المكتبات من مجموعة التطوير. أصبح التصحيح معروفًا بشكل غير رسمي باسم تصحيح «نيودارك» لتمييزه عن الجهود الأخرى لتحسين اللعبة.
في نفس الوقت تقريبًا، كان ستيفن كيك من استوديوهات نايت دايف ‏ يسعى إلى إعادة إصدار سيستم شوك 2 على ويندوز، وقد منحته شركة ستار للتأمين الحقوق اللازمة للقيام بذلك. بعد فترة وجيزة من الحصول على هذه الموافقة، تم إصدار تصحيح نيودارك، وحاول كيك الاتصال بـ «لو كوربو» لمناقشة استخدام التصحيح الخاص بهم، ولكن كان من المستحيل الاتصال بالمستخدم. قررت كيك الاتصال بغوغ دوت كوم لإصدار حصري مؤقت على موقع التوزيع الرقمي الخاص بهم في فبراير 2013، حيث كانت اللعبة الأكثر طلبًا لإضافتها إلى الكتالوج. تعتبر هذه النسخة، التي اعتبرها موقع غوغ دوت كوم «إصدارًا لهواة الجمع»، تتضمن رقعة نيودارك «لو كوربو». بالإضافة إلى ذلك، تسمح التحديثات بتطبيق التعديلات التي يجريها المستخدمون بسلاسة أكبر. يحتوي الإصدار أيضًا على مواد إضافية مثل الموسيقى التصويرية للعبة، وخرائط فون براون، والوثيقة الأصلية للعبة. سمحت حقوق التحديث أيضًا بإصدار إصدار ماك أو إس إكس من سيستم شوك 2 لاحقًا في 18 يونيو 2013، من خلال غوغ دوت كوم. أصبح العنوان متاحًا على ستيم في 10 مايو 2013. في أبريل 2014، تم إصدار نسخة لينكس أيضًا. يتم تشغيل كل من إصداري أو إس إكس ولينكس من خلال واين. استمرت شركة «لو كوربو» في تحديث اللعبة منذ عام 2012، حيث تم دمج تصحيحاتها في الإصدارات التي توزعها نايت دايف عبر غوغ دوت كوم وستيم.
منذ ذلك الحين، حصلت شركة نايت دايف على حقوق سيستم شوك، وأصدرت نسخة محسنة منها في سبتمبر 2015. وأفادت شركة كيك أنها حصلت على الحقوق الكاملة للمسلسل منذ ذلك الحين.

## ردود الفعل
| استقبال |        |
| --- | ------ |
| مجموع النقاط المجموع نقاط ميتاكريتيك 92/100 [ 61 ] نتائج المراجعة نشرة نقاط أول غيم [ 62 ] كمبيوتر آند فيديو غيمز 9.5/10 [ 63 ] إدج 8/10 [ 64 ] غيم ريفولوشن A [ 65 ] غيمفان 93/100 [ 66 ] غيم برو [ 67 ] غيم سبوت 8.5/10 [ 68 ] آي جي إن 9.0/10 [ 5 ] نيكست جينرايشن [ 69 ] بي سي غيمر (الولايات المتحدة) 95% [ 70 ] بي سي زون 96% [ 71 ] Computer Games Magazine [ 72 ] |        |
| مجموع النقاط |        |
| المجموع | نقاط   |
| ميتاكريتيك | 92/100 |
| نتائج المراجعة |        |
| نشرة | نقاط   |
| أول غيم | [ 62 ] |
| كمبيوتر آند فيديو غيمز | 9.5/10 |
| إدج | 8/10   |
| غيم ريفولوشن | A      |
| غيمفان | 93/100 |
| غيم برو | [ 67 ] |
| غيم سبوت | 8.5/10 |
| آي جي إن | 9.0/10 |
| نيكست جينرايشن | [ 69 ] |
| بي سي غيمر (الولايات المتحدة) | 95%    |
| بي سي زون | 96%    |
| Computer Games Magazine | [ 72 ] |

حصل سيستم شوك 2 على إشادة النقاد. حصلت اللعبة على أكثر من اثنتي عشرة جائزة، بما في ذلك سبع جوائز «لعبة العام». كانت المراجعات إيجابية للغاية وأشادت بالعنوان بسبب طريقة اللعب الهجينة وتصميم الصوت المزاجي والقصة الجذابة. يعتبر النقاد لعبة سيستم شوك 2 ذات تأثير كبير، خاصة في ألعاب الرماية من منظور الشخص الأول وألعاب الرعب. في مقال استعادي، أعلن موقع غيم سبوت أن اللعبة «متقدمة جدًا على عصرها» وذكرت أنها «رفعت الرهان من حيث الدراما والميكانيكا» من خلال خلق تجربة لعب مروعة. على الرغم من الإشادة النقدية وكونها عاشر أفضل لعبة كمبيوتر مبيعًا في الولايات المتحدة في شهر إصدارها، لم تحقق اللعبة أداءً تجاريًا جيدًا؛ تم بيع 58671 نسخة فقط بحلول أبريل 2000.
أشادت العديد من المنشورات باللعبة بسبب أسلوب اللعب المفتوح. فيما يتعلق بتخصيص الشخصية، ذكر ترينت وارد من آي جي إن أن أفضل عنصر في نظام لعب الأدوار هو السماح للاعبين «بلعب اللعبة كشخصيات مختلفة تمامًا»، وشعر أن هذا يجعل كل لعبة فريدة من نوعها. واتفق إريك ريكيس الكاتب في موقع مجرد مغامرة مع هذا الرأي، قائلاً: «هناك عدد قليل جدًا من الألعاب التي تسمح لك باللعب بالطريقة التي تريدها». يعتقد أليك نوراندز من أل غيم أن فئات الشخصيات المختلفة جعلت اللعبة «متنوعة بما يكفي للمطالبة بإمكانية إعادة اللعب على الفور». أطلق روبرت ماير من مجلة ألعاب الكمبيوتر على سيستم شوك 2 اسم «لعبة تتحدى التصنيف في نوع واحد حقًا»، وتأكد من أن «الحركة تكون سريعة الوتيرة في بعض الأحيان، وغالبًا ما تكون تكتيكية، وتضع قيمة كبيرة على الفكر بدلاً من ردود الفعل».
قام باك دي فور بمراجعة إصدار الكمبيوتر الشخصي من اللعبة لنيكست جينرايشن، ومنحه أربع نجوم من أصل خمسة، وذكر أن «بصراحة، سيستم شوك 2 هي زيارة مرحب بها إلى الفنون المفقودة من الأيام الخوالي، وتجربة غامرة طالما أنك لا تمانع في بعض المشاكل التي تأتي معها.»
ووصف عدد من النقاد اللعبة بأنها مخيفة. وصفت مجلة ألعاب الكمبيوتر الأجواء بأنها «مشوقة» وطمأنت القراء بأنهم «سيقفزون من جلدهم» عدة مرات. وجد موقع أل غيم أن تصميم الصوت فعال بشكل خاص، ووصفه بأنه «مزعج للغاية ومثير للقلق»، بينما أطلق ويليام هارمز من موقع بي سي غيمر لعبة سيستم شوك 2 لقب اللعبة الأكثر رعبًا التي لعبها على الإطلاق. وجد بعض النقاد أن نظام تدهور الأسلحة مزعج، كما أعرب أعضاء فريق التطوير أيضًا عن مخاوفهم بشأن النظام. كان نظام لعب الأدوار نقطة خلاف أخرى؛ حيث وصف موقع غيم سبوت نظام الوظائف بأنه «غير متوازن بشكل سيئ» لأن اللاعب يمكنه تطوير مهارات خارج اختياره المهني. أعرب موقع أل غيم عن شعور مماثل تجاه النظام، قائلاً إنه «يميل نحو شخصية المخترق».
إلى جانب ديوس إكس، أطلق سيد شومان من غيم برو على سيستم شوك 2 لقب «[أحد] البراميل المزدوجة للابتكار الحديث [لألعاب إطلاق النار من منظور الشخص الأول]»، وذلك بسبب طريقة لعب الأدوار المعقدة. أشار كاتب آي جي إن كام شيا إلى اللعبة باعتبارها «إعادة اختراع أخرى لنوع إف بي إس»، مستشهدًا بالقصة والشخصيات ونظام آر بي جي. أشاد موقع بي سي زون باللعبة ووصفها بأنها «مثال رائع للعبة كمبيوتر حديثة» ووصفها بأنها «تحفة فنية من الخيال العلمي والرعب». تم إدخال العنوان في عدد من الميزات التي تسرد أعظم الألعاب التي تم إنشاؤها على الإطلاق، بما في ذلك الألعاب التي أنشأتها غيم سباي، إدج، إمباير، آي جي إن، غيم سبوت وبي سي غيمر. كما صنف موقع آي جي إن لعبة سيستم شوك 2 في المرتبة 35 بين أعظم ألعاب إطلاق النار من منظور الشخص الأول على الإطلاق. وصفتها X-Play بأنها ثاني أكثر لعبة مخيفة على الإطلاق، بعد سايلنت هيل 2 لقد أثبتت شخصية شودان أنها شخصية شعبية بين معظم النقاد، بما في ذلك آي جي إن، غيم سبوت وذا فينيكس ‏.
فازت لعبة سيستم شوك 2 بجائزتي «أفضل لعبة تقمص أدوار» و«الإنجاز الخاص في الصوت» من مجلة بي سي غيمر يو إس 1999، كما جاءت في المركز الثاني في فئة «لعبة العام» الإجمالية للمجلة. وقد رشحها محررو مجلة عالم ألعاب الكمبيوتر ‏ لجائزة «لعبة تقمص الأدوار لهذا العام»، والتي ذهبت في النهاية إلى بلانسكيب: العذاب ‏.

## الإرث

### إعادة إنتاج الذكرى السنوية الخامسة والعشرين
في بث مباشر خلال الذكرى العشرين لـ سيستم شوك 2 في 11 أغسطس 2019، أعلنت استوديوهات نايت دايف عن وجود إصدار محسّن من اللعبة قيد التطوير. تمكنت نايت دايف من تفكيك الكود المصدر للعبة الأصلية، مما سمح لها بتحسين اللعبة الأصلية. إنهم يخططون لنقل اللعبة إلى محرك KEX الخاص بهم، وهو نفس المحرك الذي يستخدمونه في إصدار سيستم شوك المحسن، وسيعملون على التأكد من تنفيذ ميزات اللعب التعاوني بشكل أفضل. تهدف النسخة المحسنة إلى دعم جميع التعديلات والخرائط المخصصة الموجودة التي طورها مجتمع الألعاب، على الرغم من أنها ستتطلب العمل مع المجتمع للمساعدة في التوافق. صرحت كيك أنه على الرغم من رغبتها في العمل مع «لو كوربو» لدمج تصحيحاتها في الإصدار المحسن، فمن المحتمل أن تحتاج إلى الانحراف حتى تتمكن نايت دايف من تحسين العنوان الأصلي. وأكدت كيك لاحقًا على تويتر أن النسخة المحسنة سيتم إصدارها لجميع المنصات.
كان من المخطط في الأصل أيضًا إصدار نسخة الواقع الافتراضي من اللعبة جنبًا إلى جنب مع الإصدار المحسن؛ ومع ذلك، تم إلغاؤها داخليًا في منتصف التطوير، لأسباب غير معروفة. كان من المفترض أن يستخدم إصدار الواقع الافتراضي ميزات اللعب التي تم تقديمها مع هاف-لايف: أليكس، وكان من الممكن أيضًا أن يكون قادرًا على اللعب عبر الأنظمة الأساسية مع لاعبين على منصات أخرى غير الواقع الافتراضي.
في عام 2025، قامت شركة نايت دايف بإعادة تسمية الإصدار المحسن إلى سيستم شوك 2: ريمساتر الذكرى السنوية الخامسة والعشرين، وتخطط حاليًا لإصداره في 26 يونيو 2025.

### مشاريع التكملة
لقد حظيت لعبة سيستم شوك 2 بشعبية كبيرة، حيث طالب المعجبون بجزء ثانٍ. في 9 يناير 2006، أفاد موقع غيم سبوت أن شركة إلكترونيك آرتس قد جددت حماية علامتها التجارية على اسم سيستم شوك، مما أدى إلى تكهنات بأن سيستم شوك 3 قد تكون قيد التطوير. وبعد ثلاثة أيام، ذكرت مجلة ألعاب الكمبيوتر والفيديو أن مصدرًا موثوقًا تقدم وأكد إنتاج اللعبة. ولم تعلق شركة إلكترونيك آرتس يو كيه عندما واجهتها بالمعلومات. ذكرت بي سي غيمر يو كيه أن الفريق الذي يقف وراء العراب: اللعبة (إي إيه ريدوود شورز، والتي أصبحت فيما بعد Visceral، والتي توقفت عن العمل في عام 2017) كان مكلفًا بإنشائها. كين ليفين، عندما سُئل عما إذا كان سيتولى إخراج الجزء الثالث، أجاب: «هذا السؤال خارج عن سيطرتي تمامًا». أعرب عن تفاؤله بشأن احتمال صدور سيستم شوك 3، لكنه كشف أن شركة إي إيه لم تبد اهتمامًا بمقترحه الخاص لإصدار جزء ثانٍ، ولم تكن متفائلة فيما يتعلق بقدراتها. ولم تؤكد شركة إلكترونيك آرتس وجود عنوان جديد في السلسلة وسمحت بانقضاء صلاحية تسجيل العلامة التجارية سيستم شوك. كان الإصدار التالي لشركة شواطئ ريدوود هو ديد سبيس في عام 2008، وهي لعبة ذات أوجه تشابه ملحوظة في الموضوع والتقديم مع سلسلة سيستم شوك. وفقًا لمصممي ديد سبيس بن وانات ورايت باجويل، كان من المفترض في الأصل أن يكون مشروعهم سيستم شوك 3، قبل أن يلهمهم إصدار Resident Evil 4 بالعودة إلى لوحة الرسم وتطويره إلى شيء أكثر على هذا المنوال، ليصبح في النهاية ديد سبيس.
في مارس 2015، تم إصدار تعديل تكملة للمعجبين للعبة، سيستم شوك إنفنت، والذي يتضمن عناصر من الخليفة الروحي بايوشوك إنفنت.
في نوفمبر 2015، أعلنت شركة استوديوهات نايت دايف، بعد الحصول على حقوق امتياز سيستم شوك، أنها تفكر في تطوير عنوان ثالث في السلسلة. في ديسمبر 2015، أعلن استوديو أذر سايد للترفيه [الإنجليزية]، الذي أسسه مصمم استوديو لوكنغ غلاس ستوديوز السابق بول نيوراث ‏، عن تطويرهم لـ سيستم شوك 3 مع منحهم حقوقًا من نايت دايف. كانت شركة أذر سايد قد حصلت على حقوق إنتاج أجزاء تكميلية لسلسلة سيستم شوك قبل عدة سنوات من هذه النقطة، لكنها لم تكن تمتلك حقوق اسم السلسلة، وهو ما تمكنت شركة نايت دايف من توفيره. سيضم الجزء الثاني تيري بروسيوس ‏ التي ستعيد أداء صوتها لـ شودان، وسيتضمن أعمالًا للفنان الأصلي روب ووترز، صاحب مفهوم سيستم شوك. أعلن وارن سبيكتور، منتج الجزء الأول من لعبة سيستم شوك، في فبراير 2016 أنه انضم إلى شركة أذر سايد للترفيه وسيعمل على الجزء الثالث من لعبة سيستم شوك. وفقًا لسبكتور، ستبدأ القصة فورًا من نهاية سيستم شوك 2، مع سيطرة شودان على جسد ريبيكا. ستستخدم لعبة سيستم شوك 3 محرك الألعاب يونيتي، مع عرض تشويقي خلال الحدث الصحفي ليونيتي في مؤتمر مطوري الألعاب لعام 2019.
كانت شركة استوديوهات ستاربريز تخطط في الأصل لتوفير استثمار بقيمة 12 مليون دولار «للنشر فقط» في سيستم شوك 3، مما يسمح لشركة أذر سايد بالاحتفاظ بجميع الحقوق مع السعي للحصول على عائد على الاستثمار بنسبة 120% يتبعه تقسيم متساوٍ للإيرادات. سيسمح استثمار ستار بريز بتطوير اللعبة لوحدات التحكم بالإضافة إلى إصدارات الكمبيوتر الشخصي المخطط لها. ومع ذلك، في أعقاب العديد من المشاكل المالية في أواخر عام 2018، أعادت شركة ستار بريز حقوق نشر سيستم شوك 3 إلى أذر سايد، وانفصلت عن المشروع. صرحت شركة أذر سايد بأنها تمتلك القدرة على نشر سيستم شوك 3 ذاتيًا في حالة عدم تمكنها من العثور على شريك نشر ولكنها تفضل أن يكون لديها شريك نشر. غادر ما لا يقل عن اثني عشر موظفًا من شركة أذر سايد الذين يعملون على سيستم شوك 3، بما في ذلك العديد من الأدوار القيادية، الاستوديو بين أواخر عام 2019 وأوائل عام 2020. صرح أحد الموظفين السابقين أن فريق تطوير اللعبة «لم يعد يعمل»؛ ومع ذلك، في أبريل 2020، صرح نائب رئيس التسويق والتطوير في أذر سايد، والتر سومول، أن الفريق «لا يزال هنا» وأن التقدم في المشروع «يسير على ما يرام»، لكنهم كانوا يعملون عن بُعد، بسبب جائحة كوفيد-19. بعد أن أشار العديد من الصحفيين إلى أن مواقع سيستم شوك 3 قد تم نقل ملكيتها إلى تينسنت في مايو 2020، أكدت أذر سايد أنها لم تتمكن من مواصلة المسلسل كاستوديو أصغر ونقلت الحقوق المرخصة إلى تينسنت لمواصلة تطويره، على الرغم من أن سبكتور أكد أن أذر سايد كانت لا تزال مشاركة في تطويره جنبًا إلى جنب مع تينسنت.
صرح وارن سبيكتور منذ ذلك الحين أن شركة أذر سايد توقفت عن العمل على سيستم شوك 3 في عام 2019، وأنهم يعملون الآن على محاكاة غامرة تعتمد على ملكية فكرية جديدة طورتها شركة أذر سايد.
في عام 2022، خلال غيمزكون، صرح ستيفن كيك، الرئيس التنفيذي لشركة نايت دايف، في مقابلة بعد الانتهاء من إعادة إنتاج سيستم شوك، أنه ينوي البدء في تطوير إعادة إنتاج سيستم شوك 2.

### الخلفاء الروحيون
في عام 2007، أصدرت شركة إراشينال جيمز — المعروفة اختصارًا باسم 2 كيه بوسطن/2 كيه أستراليا — خليفة روحيًا ‏ لسلسلة سيستم شوك، بعنوان بايوشوك. تجري أحداث اللعبة في مجتمع مثالي تحت الماء مهجور دمره التعديل الجيني لسكانه ويشترك في العديد من عناصر اللعب مع سيستم شوك 2 : يمكن تنشيط محطات إعادة البناء، مما يسمح للاعب بالعودة إلى الحياة عندما يموت؛ الاختراق، وحفظ الذخيرة، والاستكشاف هي أجزاء لا يتجزأ من اللعب؛ ويمكن اكتساب قوى فريدة من خلال البلازميدات، وهي قدرات خاصة تعمل بشكل مشابه للقدرات النفسية في سيستم شوك 2. يتشارك العنوانان في تشابهات في الحبكة ويستخدمان سجلات صوتية ولقاءات مع الأشباح للكشف عن القصة الخلفية. في لعبة بايوشوك إنفنت، أضافت شركة إراشينال جيمز ميزة للعبة تسمى «وضع 1999»، في إشارة إلى سنة إصدار سيستم شوك 2 ' وهي مصممة لتوفير تجربة لعب مماثلة مع صعوبة أعلى وتأثيرات طويلة الأمد للاختيارات التي من شأنها أن تذكر اللاعبين بطبيعة سيستم شوك.
في عام 2017، نشرت أركين ستوديوز لعبة براي، والتي تدور أحداثها في محطة فضائية تسمى تالوس الأول، على غرار سيستم شوك. وهي تتميز أيضًا بقدرات نفسية، في شكل «نيورومودز»، كميزة أساسية للعبة، وتستخدم مزيجًا من سجلات الصوت وقطع النص للتقدم في القصة الخلفية للعبة. تتميز لعبة براي بعناصر مثل الاختراق والحرفية والتركيز الشديد على استكشاف المهام الجانبية والحفظ الدقيق للذخيرة و«نقاط بسي»، وهي إحصائية اللاعب التي تتحكم في عدد قدرات بسي التي يمكن استخدامها. تتميز اللعبة بأعضاء الطاقم الذين أصيبوا بالعدوى، ولكن ليس نتيجة للذكاء الاصطناعي، ولكن نتيجة لفشل احتواء نوع غريب غامض يُعرف باسم تايفون. داخل اللعبة، تتم الإشارة إلى مطوري سيستم شوك ' مثل تقنية «لوك جلاس» التي تلعب دورًا مهمًا في حبكة القصة.

## الملاحظات
1. ↑  لا ينبغي الخلط بينه وبين ريبيكا لانسينغ من فيلم سيستم شوك الأصلي

## وصلات خارجية
- (مؤرشفة)
- سيستم شوك 2 نسخة محفوظة 2017-12-01 على موقع واي باك مشين. على ألعاب قصة الأشباح [الإنجليزية]
- سيستم شوك 2 على موبي غيمز